# Lasiopogon
Lasiopogon är ett släkte av tvåvingar. Lasiopogon ingår i familjen rovflugor.

## Bildgalleri

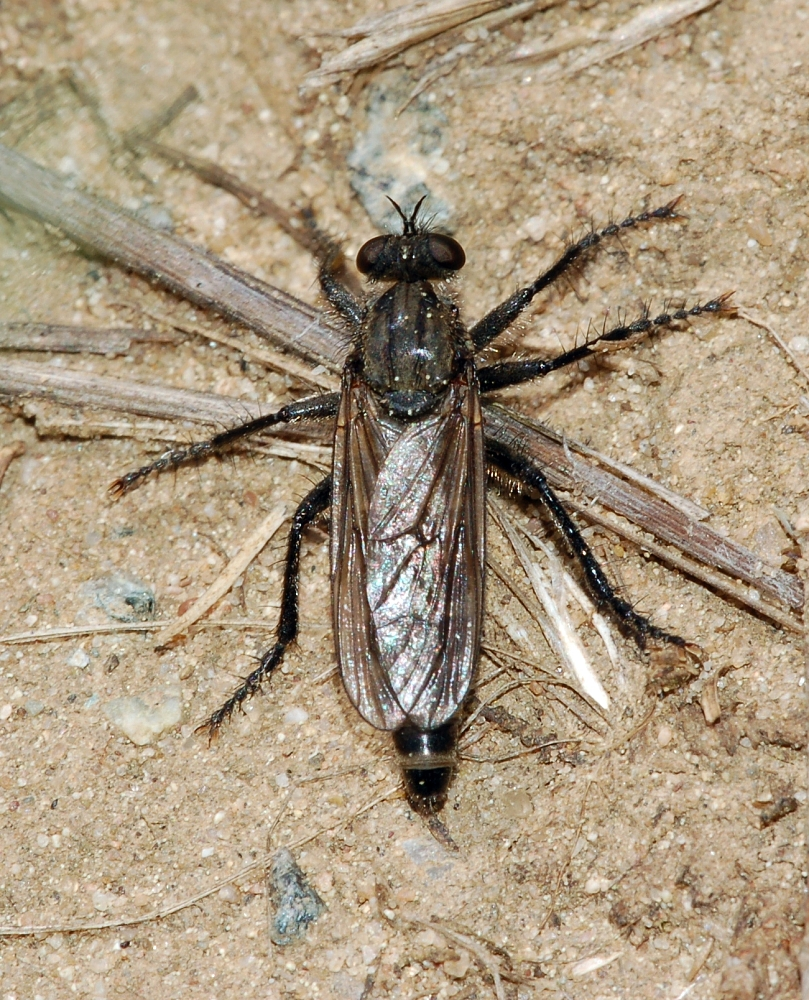

## Dottertaxa tillLasiopogon, i alfabetisk ordning[1][2]
- Lasiopogon akaishii
- Lasiopogon albidus
- Lasiopogon aldrichii
- Lasiopogon apache
- Lasiopogon apenninus
- Lasiopogon appalachensis
- Lasiopogon arenicolus
- Lasiopogon avetianae
- Lasiopogon bezzii
- Lasiopogon bivittatus
- Lasiopogon californicus
- Lasiopogon canus
- Lasiopogon chaetosus
- Lasiopogon chrysotus
- Lasiopogon cinctus
- Lasiopogon cinereus
- Lasiopogon coconino
- Lasiopogon currani
- Lasiopogon delicatulus
- Lasiopogon dimicki
- Lasiopogon drabicola
- Lasiopogon eichingeri
- Lasiopogon flammeus
- Lasiopogon fumipennis
- Lasiopogon gabrieli
- Lasiopogon gracilipes
- Lasiopogon hasanicus
- Lasiopogon hinei
- Lasiopogon hirtellus
- Lasiopogon immaculatus
- Lasiopogon kjachtensis
- Lasiopogon lavignei
- Lasiopogon lehri
- Lasiopogon leleji
- Lasiopogon littoris
- Lasiopogon macquarti
- Lasiopogon marshalli
- Lasiopogon martinorum
- Lasiopogon montanus
- Lasiopogon monticolus
- Lasiopogon novus
- Lasiopogon oklahomensis
- Lasiopogon opaculus
- Lasiopogon pacificus
- Lasiopogon peusi
- Lasiopogon phaeothysanotus
- Lasiopogon piestolophus
- Lasiopogon pilosellus
- Lasiopogon polensis
- Lasiopogon primus
- Lasiopogon pugeti
- Lasiopogon qinghaiensis
- Lasiopogon quadrivittatus
- Lasiopogon rokuroi
- Lasiopogon schizopygus
- Lasiopogon septentrionalis
- Lasiopogon shermani
- Lasiopogon slossonae
- Lasiopogon soffneri
- Lasiopogon solox
- Lasiopogon tarsalis
- Lasiopogon terneicus
- Lasiopogon terricolus
- Lasiopogon testaceus
- Lasiopogon tetragrammus
- Lasiopogon trivittatus
- Lasiopogon tuvinus
- Lasiopogon willametti
- Lasiopogon woodorum
- Lasiopogon yukonensis
- Lasiopogon zaitzevi
- Lasiopogon zonatus